# 佩鲁曼迪
佩鲁曼迪（Perumandi），是印度泰米尔纳德邦坦贾武尔县的一个城镇。总人口7000（2001年）。

## 人口
该地2001年总人口7000人，其中男性3540人，女性3460人；0—6岁人口571人，其中男293人，女278人；识字率83.27%，其中男性为87.66%，女性为78.79%。